# Sân vận động Thiên Hà
Sân vận động Thiên Hà (tiếng Trung: 天河体育场) là một sân vận động đa năng ở quận Thiên Hà, Quảng Châu, Quảng Đông, Trung Quốc. Sân hiện đang được sử dụng cho các trận đấu bóng đá.

## Lịch sử
Công việc xây dựng sân vận động được bắt đầu vào ngày 4 tháng 7 năm 1984 tại địa điểm cũ của Sân bay Thiên Hà Quảng Châu. Sân được khánh thành vào năm 1987 cho Đại hội Thể thao Quốc gia Trung Quốc 1987. Nơi đây đã tổ chức trận chung kết của giải đấu đầu tiên của Giải vô địch bóng đá nữ thế giới vào năm 1991. Sân vận động đã tổ chức các trận đấu trên sân nhà của đội bóng địa phương Quảng Châu kể từ năm 2011. Vào ngày 24 tháng 2 năm 2016, câu lạc bộ Quảng Châu được giao quyền vận hành Sân vận động Thiên Hà trong 20 năm từ Cục Thể thao Quảng Châu.
Sân vận động này đã tổ chức trận chung kết môn bóng đá của Đại hội Thể thao châu Á 2010. Sân cũng đã tổ chức trận chung kết AFC Champions League hai lần, vào năm 2013 và 2015.

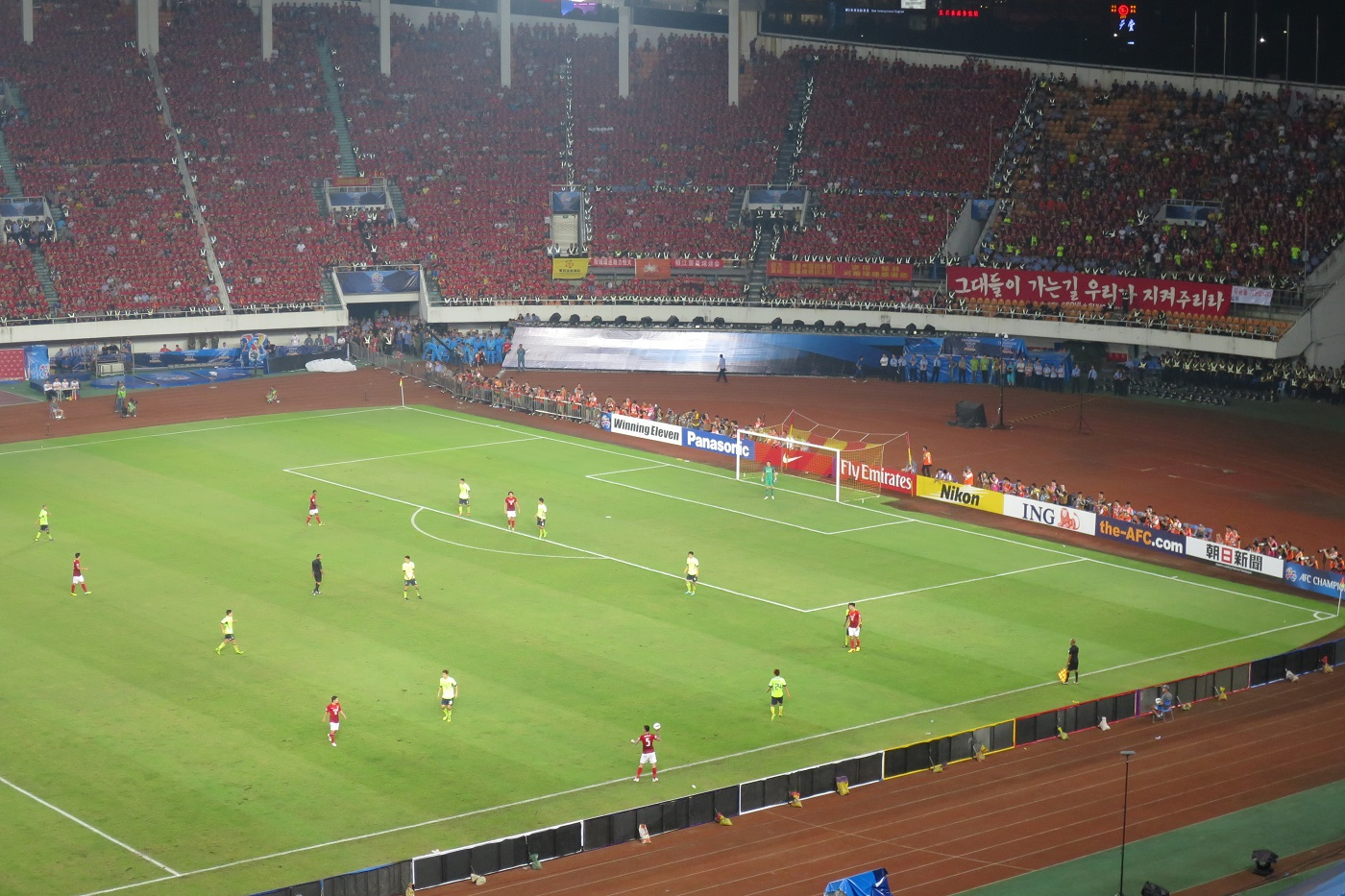
Chung kết AFC Champions League 2013 tại Sân vận động Thiên Hà

## Giao thông
Cách tốt nhất để đến sân vận động là bằng cách đi Tuyến 1 Tàu điện ngầm Quảng Châu đến Ga Trung tâm Thể thao Thiên Hà (Cổng phía Đông), Tuyến 3 đến Ga Linhexi (Cổng phía Bắc) và Tuyến 1 hoặc 3 đến Ga Tiyu Xilu (Cổng phía Tây và Cổng phía Nam).